# Enrico Vismara
Emilio Enrico Vismara (Modena, 1873 – 1940) è stato un imprenditore e politico italiano.

## Biografia
Esponente del social riformismo milanese, fu l'artefice della nascita e dello sviluppo della Società Generale Elettrica della Sicilia (SGES), società che era nata nel 1907, come Società della Sicilia Orientale (SESO).
Il Vismara, che ne fu sin dall'inizio amministratore delegato, nel 1918 alla fine della prima guerra mondiale, la trasformò in  (SGES), dopo l'acquisizione di due minori imprese elettriche di Palermo in precedenza a capitale tedesco. Sotto la sua direzione la SGES ben presto conquistò una posizione monopolista nella produzione di energia elettrica nell'Isola, cosa questa che non mancò di provocare reazioni all'interno del settore. La politica espansionistica iniziò ben presto a scontrarsi con le realtà aziendali più dinamiche dell'industria elettrica presenti nell'isola, come quella promossa nel trapanese da Carlo Gatto.
A causa anche dell'espansione tumultuosa ed incontrollata della società nei più disparati settori dell'industria siciliana e delle relative tensioni di ordine finanziario che ne scaturirono, fu costretto ad abbandonare ogni carica nella società nel dicembre del 1929. Perseguitato dal fascismo per le sue idee politiche, si trasferì in Francia dove morì.